# HAT-P-2
HAT-P-2, HD 147506 — одиночная звезда в созвездии Геркулеса на расстоянии приблизительно 418 световых лет (около 128 парсек) от Солнца. Видимая звёздная величина звезды — +8,69m. Возраст звезды определён как около 2,7 млрд лет.
Вокруг звезды обращается, как минимум, две планеты.

## Характеристики
HAT-P-2 — жёлто-белая звезда спектрального класса F8V, или F8. Масса — около 1,5 солнечной, радиус — около 1,642 солнечного, светимость — около 4,367 солнечной. Эффективная температура — около 6400 K.
HAT-P-2 относится к классу карликов главной последовательности.

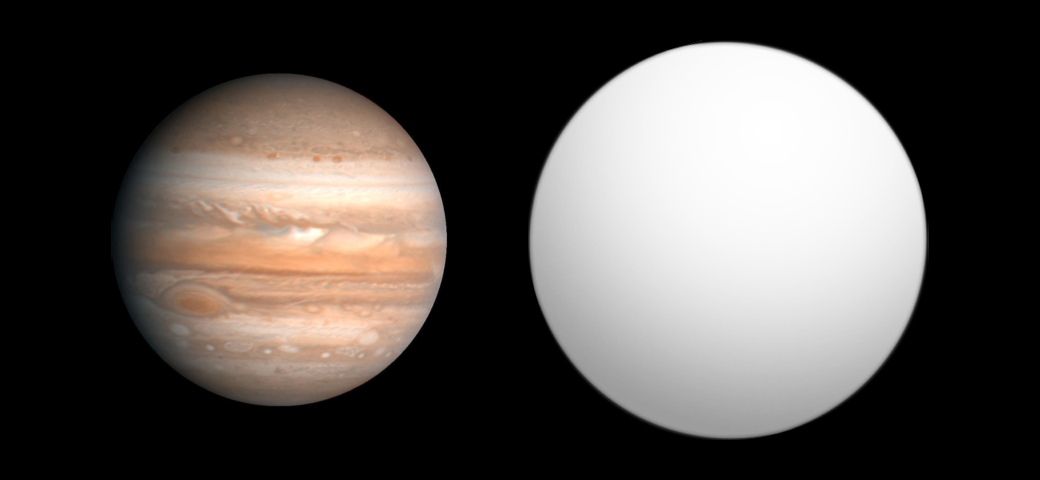
Сравнительные размеры HAT-P-2 b и Юпитера

## Планетная система
В 2007 году командой астрономов, работающих в рамках проекта HATNet, было объявлено об открытии планеты HAT-P-2 b в системе. Это очень массивный газовый гигант: имея размеры, почти как у Юпитера, HAT-P-2 b превосходит Юпитер по массе в 8 с лишним раз. Планета обращается очень близко к родительской звезде, поэтому верхние слои её атмосферы должны нагреваться до такой степени, что испаряются во внешнее космическое пространство. Открытие было совершено транзитным методом.
В 2014 году командой астрономов, работающих в рамках проекта HATNet, было объявлено об открытии планеты HAT-P-2 c.
В 2019 году учёными, анализирующими данные проектов HIPPARCOS и Gaia, у звезды обнаружена планета HAT-P-2 d.